# Ел Амир
Мансур ел Амир би-Ахками л-Лах (31. децембар 1096 - 8. октобар 1130) био је десети фатимидски калиф. Владао је од 1101. године до своје смрти.

## Биографија
Амир је на престолу наследио свога оца ел Мусталија (1094—1101). Стварну власт вршио је везир ел Афдал Шаханшах. Шаханшахову владавину обележиће борба са крсташким државама Јерусалимом, Антиохијом, Едесом и Триполијем. У биткама код Рамле Фатимиди ће бити поражени. Шаханшах је свргнут 1021. године. Међутим, Амирове невоље нису биле завршене. Крсташи освајају важан град Тир (Венецијански крсташки рат) након чега је Амир убијен. На власт после борби долази ел Хафиз.